# Famille Papier
La famille Papier est une famille de bourgeoisie industrielle originaire du Duché de Luxembourg, tant de l'actuelle province du Luxembourg belge que du Grand-Duché du Luxembourg,.
Pendant quatre siècles, les Papier se sont fait connaître surtout dans le domaine de la métallurgie.

## Histoire
D'après la tradition familiale reprise par l'abbé Welter et M. René Papier, la famille Papier serait originaire du pays d'Entre-Sambre-et-Meuse. Elle s'est installée dans le Luxembourg belge dans la première partie du XVIIe siècle avec le début de l'essor de la métallurgie dans cette région. Par la suite, de nombreux membres de cette famille ont exercé du XVIIe siècle au début du XIXe siècle le métier de « facteur » de forges, plus tard dénommés directeurs. Les facteurs de forges constituaient une caste assez fermée de techniciens qualifiés gardant jalousement leurs secrets de fabrication, qui dirigeaient les forges pour le compte des maîtres de forges, dont les connaissances étaient le plus souvent assez limitées. Toutes les familles de facteurs de forges étaient alliées ou apparentées. De par les femmes la famille Papier est alliée à la petite noblesse rurale et aux familles de la noblesse de robe comme les Wiltheim. Le professeur d'université, Claude de Moreau de Gerbehaye, à la suite de Marcel Bouguignon, qualifie les « dynasties » de facteurs de forges « d'aristocratie bourgeoise »,
Les nouveaux procédés de fabrication du fer venant de l'Angleterre, à partir du XIXe siècle, qui révolutionnèrent la sidérurgie, comme le remplacement du charbon de bois par le coke et la houille, de la force hydraulique par la machine à vapeur, les fours à puddler, le procédé Bessemer, sonnèrent le glas de la sidérurgie tradidionelle en Gaume. Dans la deuxième partie du XIXe siècle, de par les femmes les Papier étaient alliées aux grands noms de la sidérurgie lourde du Grand-Duché, comme les Bian et les Brasseur-Bian et leurs congénères, les Tesch, Nothomb, D'Huart et Mayrisch. Au vingtième siècle deux générations de Papier ont repris le flambeau de la métallurgie.

## Métallurgie
Jean Papier, venant du pays d'Entre Sambre et Meuse, né vers 1600, est facteur aux Epioux près de Chiny
Hugues ou Hingo Papier, natif d'Izel (vers 1630), est décédé aux Epioux le 23 mars 1710. Il fut enterré au cimetière d'Izel dans une chapelle familiale qu'il avait fait ériger pour les siens. Ceci prouve une condition sociale élevée. Il a dirigé les forges de Mellier et de Grandvoir[réf. souhaitée]. Époux d'Anne de Hotte.
Jean Papier, l'aîné, né aux forges de Mellier, baptisé à Léglise le 17 août 1666, encore en vie en 1748, facteur aux forges de Bologne. Époux de Marie-Barbe Kuborn.
Jean-Bernard Papier baptisé à Habay-la-Neuve le 15 avril 1715, décédé au Château de la Trapperie le 2 juin 1765, enterré dans l'église d'Habay-la-Vieille près de l'autel de la vierge. Il administra la Trapperie Bologne et Neupont avec une telle habileté qu'il parvint, dans des circonstances défavorables où il se trouvait, réduit presque à ses seuls moyens, à leur conserver un des premiers rangs de la province. Son rôle fut si considérable qu'il peut être considéré comme le véritable maître de forges. On ne l'appelait dans le pays que Monsieur Papier de la Trapperie. Ce surnom lui vient aussi peut-être du fait qu'il semble avoir temporairement résidé au château. Époux de Marie-Élisabeth-Claire Welter.
François-Joseph-Emmanuel Papier, le 2 avril 1752, facteur de forges à Dommeldange de 1782 à 1784, en 1784 directeur à Mellier-Bas, en 1788 à Bouillon, en 1789 à Mellier-Haut. Époux de Marie-Josèphe Schmitz.
Jean-Baptiste Papier, baptisé à Habay-la-Neuve le 22 novembre 1675, mort entre 1725 et 1730, facteur de forges à la forge Roussel puis aux Epioux. Époux de Catherine Dohet, ou d'Ohey.
Jean-Baptiste Papier, baptisé à Chiny le 24 octobre 1704, décédé à Etalle le 8 mars 1753. Il fut facteur de forges aux Epioux de 1729 à 1743 puis marchand de fer à Izel avant de venir se fixer à Etalle. Époux de Françoise Merjay.
François-Xavier Papier, baptisé à Izel le 9 juillet 1743. Facteur au fourneau David à Châtillon de 1769 à 1785, et officier de la seigneurie. Il devint membre du siège prévôtal d'Etalle, puis assesseur du juge de paix. Nommé adjoint au maire le 21 floréal en IV, maire en 1814 et 1815. Époux de Marie-Élisabeth-Claire Grandjean.
Jean-Baptiste Papier, né le 13 février 1771, directeur au fourneau David, à Châtillon. Époux de Jeanne-Hélène Guillaume.
Jean-Louis-Bernard Papier, baptisé à Chiny le 22 octobre 1734, décédé à Etalle le 4 mars 1786. Facteur aux fourneaux de Montauban-Buzenol de 1758 à 1777, il assurait la recette des domaines d'Etalle et de Bologne pour le compte de l'abbaye d'Orval. Il se retira des affaires en 1777, pour se fixer à Etalle, où il fut nommé assesseur du siège prévôtal, malgré de nombreuses dettes qui lui valurent plusieurs procès. Époux de Marie-Claire Kuborn.
Jean-Bapitste Papier, baptisé à Montauban-Buzenol le 10 juillet 1762, décédé à Useldange le 6 octobre 1833. De 1792 à 1794 capitaine de la Maréchaussée ou gendarmerie à cheval de Luxembourg. Plus tard régisseur de forges, successivement à La Sauvage, à Beaufort et à Berg. Bourgmestre de Berg (Colmar) de 1815 à 1821. Receveur des contributions directes à Useldange lors de son décès. Époux de Suzanne Viétor.
Félix Papier, né le 3 décembre 1894 à Eich, décédé à Luxembourg le 4 octobre 1969. Ingénieur diplômé en métallurgie (Technische Hochschule Aachen). Prospection pour le compte de Léon Laval (Sogeco) au Brésil au début des années 1920 (bassin amazonien et Minas Gerais). Directeur des aciéries Phönix AG à Essen en Allemagne. Marchand de minerais de fer (manganèse). Propriétaire de mines de fer au Luxembourg (Kayl, Rosport). Dragage de sable (Remich, Bech-Kleinmacher) et propriétaire de carrières de sable et de ciment. Montage et démontage de constructions métalliques (Firme Félix Papier & Co.). Concessionnaire de la Gutehoffnungshütte (GHH). Grand amateur de football, membre fondateur avec son ami Pierre Prüm du club de football Claravallis Clerf avant la première guerre mondiale. Plus tard président du CA Spora Luxembourg. Époux de Joséphine Elsenbusch.
Paul Papier, né le 15 avril 1928 à Essen-Borbeck, décédé à Luxembourg le 2 août 2009, ingénieur, fils de Félix Papier, reprit les industries de son père à la mort de celui-ci. À la suite de la crise dans la métallurgie dans les années 1980, il se retira des affaires.

## Autres domaines
On trouve des Papier dans d'autres secteurs de la bourgeoisie aisée, tels le notariat avec Jean-Baptiste Papier, baptisé à Chiny le 4 mai 1729, décédé à Etalle le 6 avril 1791. À partir de 1759 un des procureurs les plus occupés d'Etalle, où il fut nommé notaire royal le 11 mars 1760. Lieutenant-prévôt de Virton. Époux de Marie-Elisabeth Le Coeuvre et son fils Jean-Louis-Bernard Papier, baptisé à Virton le 15 avril 1766, y décédé le 1er 1821. Practicien avant 1789, chef de bureau à l'administration centrale du département des Forêts, nommé notaire le 3 floréal an IX. Époux de Marie-Barbe Michel.
L'archéologie avec Auguste Alexandre Papier, né le 10 octobre 1826 à Strasbourg, décédé le 18 septembre 1909, a fait carrière en Algérie en tant que Directeur de la régie du tabac et président de l'Académie d'Hippone, conservateur du musée de Bône et fondateur de la première Mutuelle. Comme président de l'Académie d'Hippone, il fut un des pionniers de l'archéologie et de la minéralogie dans ce pays. Auteur de maintes publications concernant l'histoire, l'archéologie, l'épigraphie et la minéralogie. Marié à Caroline-Marie Cappone, fille de M. Cappone dit Marengo, colonel, commandant de place à Alger.
L'armée avec Jean-Baptiste Charles Antoine (appelé Tony Papier). Né à Diekirch le 18 juin 1835. Mort à Londres le 14 mai 1897. Chevalier de l'ordre de Notre-Dame de Guadalupe. En 1865 capitaine d'état-major dans le régiment qui accompagnait l'empereur Maximilien de Habsbourg et l'impératrice Charlotte au Mexique. Époux en deuxièmes noces de Catherine (dite Misty) Hamilton à Londres où il s'était établi comme ingénieur civil, il déposait un brevet pour l'amélioration d'un appareil pour la prévention de cheminées fumantes, garantissant en même temps une parfaite ventilation pour maisons, navires, lanternes et bâtiments publics.
Enfin Cécile Papier, égérie de la Belle-Époque de par mariage Baronne de Marche et Madame de Munkácsy qui à Luxembourg, dans son Château de Colpach et à Paris dans son hôtel particulier organisait des soirées mondaines où se côtoyaient les élites de la Belle-Époque. Parmi ses hôtes de marque nous retrouvons les Bian-Brasseur, magnats de la métallurgie luxembourgeoise, des membres du gouvernement luxembourgeois tel le premier ministre Paul Eyschen. Parmi les personnalités internationales on peut mentionner les musiciens et compositeurs Franz Liszt qui donna, comme invité de Cécile Papier son dernier récital de piano au Luxembourg, Anton Rubinstein, Charles Gounod, Jules Massenet, Charles-Marie Widor, Ignacy Jan Paderewski (plus tard président de la Pologne), Camille Saint-Saëns, Sir Alexander Campbell Mackenzie, Chevalier Commandeur de l'Ordre royal de Victoria et probablement aussi Richard Wagner. Parmi les politiciens, Raymond Poincaré, président et premier ministre de France, membre du corps diplomatique comme le comte Frédéric de Pourtalès et le rocambolesque Camille Armand Jules Marie, Prince de Polignac. Parmi les écrivains, Anatole France, Alphonse Daudet, Alexandre Dumas fils, Émile Zola. Parmi les industriels, Ferdinand de Lesseps, constructeur du Canal de Suez et le magnat du journalisme Joseph Pulitzer et le journaliste Édouard Hervé,.